# Ramazan Özcan
Ramazan Özcan (Hohenems, 1984. június 28. –) török származású osztrák korábbi labdarúgókapus, az osztrák Austria Lustenau és Red Bull Salzburg, a német Hoffenheim, az Ingolstadt és a Bayer Leverkusen, valamint az osztrák válogatott 2020-ban visszavonult játékosa.

## Sikerei, díjai
- RB Salzburg
  - Osztrák Bundesliga: 2006–07
- Ingolstadt 04
  - Bundesliga 2: 2014-15

## Külső hivatkozások
- Ramazan Özcan adatlapja a National-Football-Teams.com oldalon (angolul)

- Ramazan Özcan az UEFA adatbázisában (angolul)
- Ramazan Özcan – a FIFA adatbázisában
- Transfermarkt profil